# Ломок (Вологодская область)
Ломок — деревня в Грязовецком районе Вологодской области.
Входит в состав Юровского муниципального образования, с точки зрения административно-территориального деления — в Юровский сельсовет.
Расстояние по автодороге до районного центра Грязовца — 18 км, до центра муниципального образования Юрово — 8 км. Ближайшие населённые пункты — Мошенниково, Новоселка, Шнякино.
По переписи 2002 года население — 2 человека.